# Jamika Wilson
Jamika Shawane Wilson (* 20. Oktober 1991 im Los Angeles County, Vereinigte Staaten) ist eine US-amerikanische Maskenbildnerin. Sie ist in der US-Filmbranche als Friseurin tätig.

## Leben
Jamika Wilson hat einen eigenen Friseursalon in El Segundo, Südkalifornien. Neben ihrer dortigen Tätigkeit ist sie als Stylistin für eine Reihe afroamerikanischer Musiker und Schauspieler tätig. Seit 2015 ist sie ständige Hair-Stylistin für die Schauspielerin Viola Davis.
Für die Biografie Ma Rainey’s Black Bottom wurde sie 2021 zusammen mit Mia Neal und Sergio Lopez-Rivera mit dem Oscar für das Beste Make-up und beste Frisuren ausgezeichnet. Zusammen mit Mia Neal war sie die erste afro-amerikanische Oscar-Preisträgerin in dieser Kategorie.

## Filmografie (Auswahl)
- 2015–2018: How to Get Away with Murder (Fernsehserie, 49 Folgen)
- 2018: Widows – Tödliche Witwen (Widows)
- 2019: Troop Zero
- 2020: Ma Rainey’s Black Bottom
- 2021: The Suicide Squad
- 2021: The Unforgivable